# Сумвич
Сумвич (нем. Sumvitg) — коммуна в Швейцарии, в кантоне Граубюнден. 
Входит в состав округа Сурсельва. Население составляет 1374 человека (на 31 декабря 2006 года). Официальный код  —  3985.

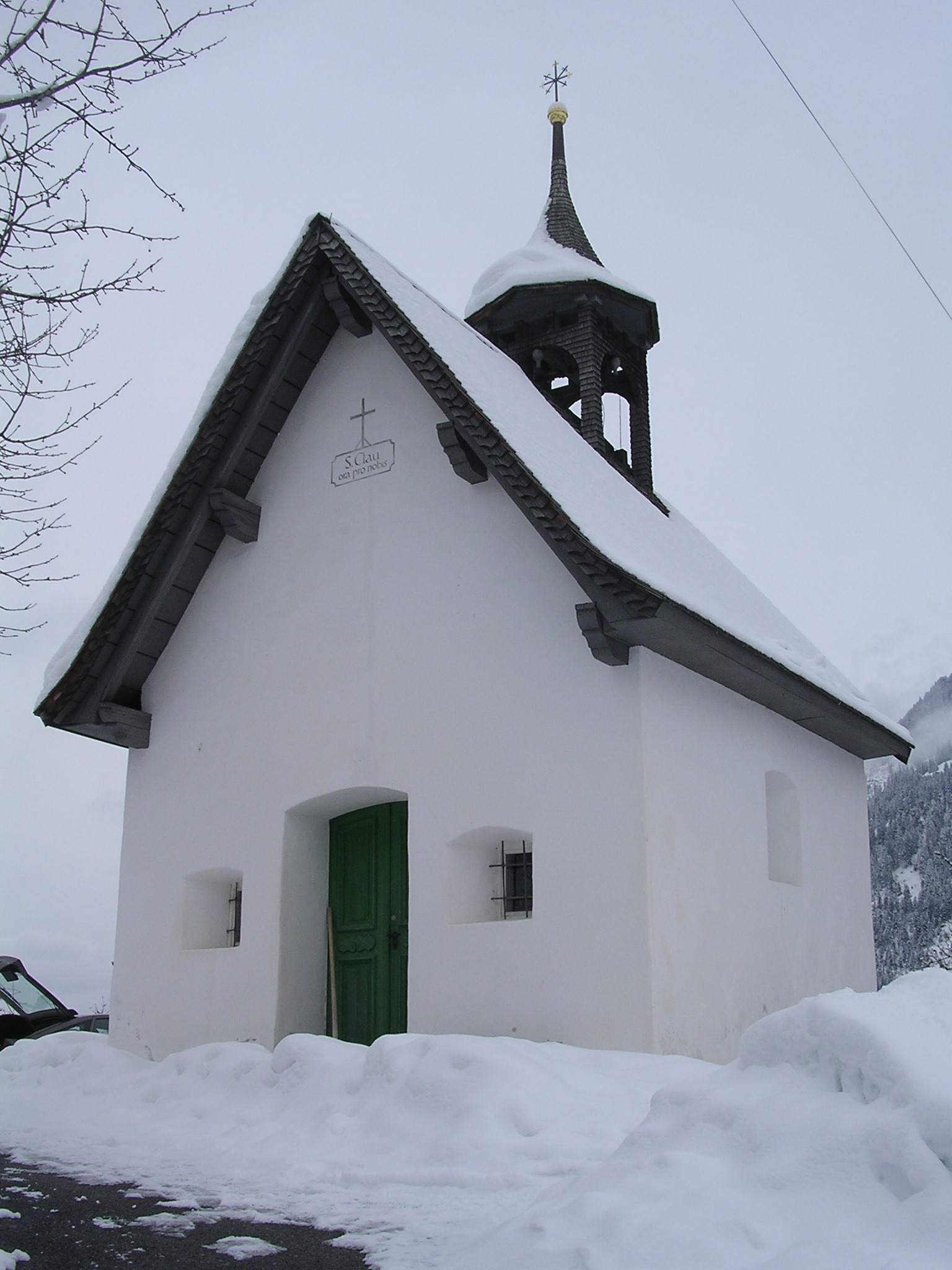
Капелла

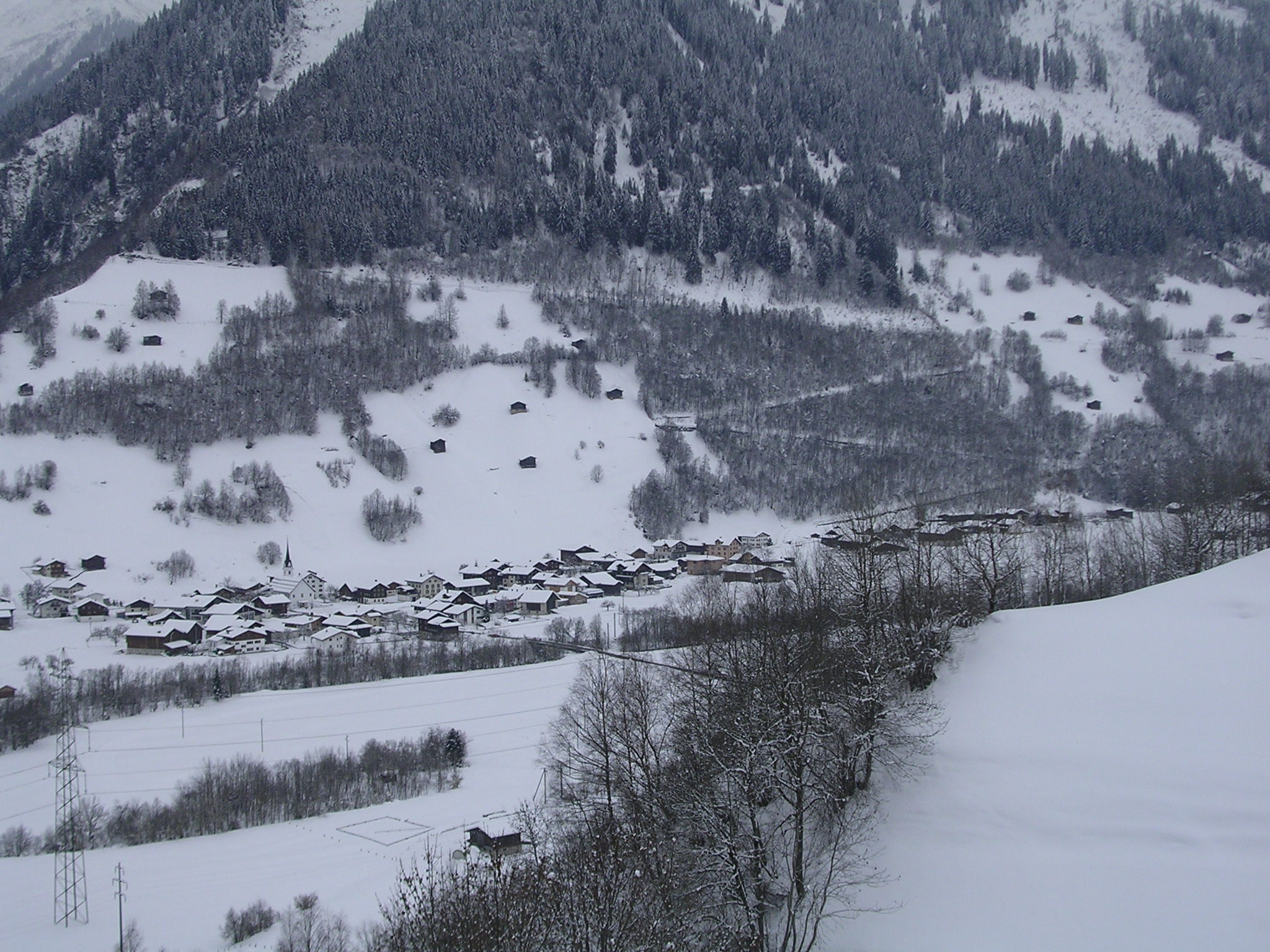
Сумвич